# Етатизъм
Етатизмът (на френски: étatisme, от ètat – държава) е разбирането, че държавата трябва да контролира (в някаква степен) икономиката или социалната политика, или и двете.
Той може да се отнася до следните определения:
- Политическо движение или доктрина, според която държавата трябва да се намесва директно, по повече или по-малко силов начин, в икономическия и социалния живот;
- Упражняването на държавна власт и увеличаване на полето ѝ за интервенция върху обществото;
- Способите, чрез които държавата упражнява и поддържа монопол, в една или друга степен, върху различните сектори: икономическия (предприятия, контролирани директно или индиректно от държавата), социалния, медико-социалния, културния, религиозния и медийния (държавна телевизия).

## Съвременно приложение
Етатизмът е доктрина и форма на социално и икономическо устройство, според което държавата трябва да бъде ядрото и главната структура, която да направлява всички социални и икономически дейности. Етатизмът може да се ползва с различни значения, в зависимост от законността или незаконността, която индивидите съзират в действията, монополизацията и институциите на държавата – той представлява форма на политическа власт, упражнявана по авторитарен начин от държавата, която може да бъде наречена етатист.
Към тази власт има най-силен стремеж в демократичните държави, това обяснява от части, желанията и разочарованията, които етатизмът може да породи, като се има предвид различните лични интереси, съставляващи целостта на обществото.
Сред съвременните идеологии, противници на етатизма, са либерализмът, либертарианството, минархизмът, анархизмът, капитализмът и някои представители на комунизма, като причините за тази им (на комунистите) опозиция се корени в различните им цели и средства за постигането му.
Интервенционализмът на държавата показва средствата, използвани от нея, за да оправдае интервенците си. Намесата на държавата може да засегне, директно или индиректно, всеки сектор, в който открие причина за действията си, било то икономическия или социалния.
Лудвиг фон Мизес, австрийски икономист, описва етатизма като пълно подчиняване на индивида на държавата, която му налага контрол, ограничаващ личната му свобода на действие. Търсейки начин да промени живота на индивида, етатизмът се стреми да замести личната инициатива със социален апарат, който да разполага с изцяло с нея.

## Етатистки доктрини и практики

### Етатистки доктрини
Всички доктрини, съотносими с етатизма, имат една обща планировъчна и вмешателска визия за функцията на държавата. Тези форми могат да бъдат разграничени една от друга, но в основата си са сходни на полутоталитарните държави от всички епохи. Имплицитните и експлицитни прояви на етатизма могат да бъдат от всякакво естество: идеологическо и културно; контрол върху средствата за производство, контрол и централизация на основните икономически дейности, държавен монопол.
Основанията за съществуването на тази доктрина имат различен произход:
- неравностойните условия на живот в обществото;
- неравномерното разпределение на богатствата;
- социалната и икономическа несигурност;
- негативното отношение към социалната и икономическа свобода;
- желанието да се подчини обществото на политическата власт на държавата;
- желанието да се използва държавна власт за защита на лични интереси;
- желанието да се превърне държавата в морален надзирател на всички граждани.

### Етатистки практики
На практика действията на държавата могат да се простират в различни сфери:
- икономическа (държавен монопол, централно планиране, протекционизъм, финансов и валутен интеревенционализъм...)
- институционална и конституционална (централизъм или унитарна държава, режим на смесване на властите, планирана демокрация)
- в социалния и фискален сектор
- административна, регламентарна, юрисдическа (вж. Законодателна инфлация)
- геополитика или международна политика (от типа: суверенизъм, национализъм, унилатерализъм
- от религиозно, идеологическо, морално естество или чрез официално учение (теокрация; идеология на властващите).

## Тоталитарни държави на XX век
Всички съществуващи или съществували тоталитарни държави развиват етатистката доктрина до нейния краен предел, развращавайки и обсебвайки човешкото съзнание чрез пропаганда. Волята на една партия или на един човек стои над волята на всички, над волята на народа. Идеята, че държавата е единственият израз на волята на масите, създава от тази държава тоталитарен режим. През XX век основните тоталитарни режими са нацизмът на Хитлер, фашизмът на Мусолини и комунизмът на Сталин.